# Bristol Bay Borough
Bristol Bay Borough is een borough in de Amerikaanse staat Alaska.
De borough heeft een landoppervlakte van 1.308 km² en telt 1.258 inwoners (volkstelling 2000). De hoofdplaats is Naknek.